# Wohratal
Wohratal ist eine Gemeinde im mittelhessischen Landkreis Marburg-Biedenkopf.

## Geografie

### Geografische Lage
Wohratal liegt zwischen dem Kellerwald im Osten und dem Burgwald im Westen an der Wohra. Größere Nachbarstädte sind Kirchhain im Süden und Frankenberg im Nordwesten.

### Nachbargemeinden
Wohratal grenzt im Norden an die Städte Rosenthal und Gemünden (beide im Landkreis Waldeck-Frankenberg), im Osten an die Gemeinde Gilserberg (Schwalm-Eder-Kreis), sowie im Süden und Westen an die Gemeinde Rauschenberg (Landkreis Marburg-Biedenkopf).

### Gemeindegliederung
Die Gemeinde besteht aus den vier Ortsteilen Halsdorf, Hertingshausen, Langendorf, sowie Wohra (Sitz der Gemeindeverwaltung).

## Geschichte

### Gemeindebildung
Zum 1. Juli 1970 wurde die Gemeinde Wohratal im Zuge der Gebietsreform in Hessen durch den freiwilligen Zusammenschluss der bisherigen selbstständigen Gemeinden Halsdorf und Wohra neu gebildet. Zum 1. Februar 1971 fusionierten die Gemeinden Wohratal, Hertingshausen und Langendorf freiwillig zur heutigen Großgemeinde Wohratal. Für die ehemals eigenständigen Gemeinden wurden Ortsbezirke mit Ortsbeirat und Ortsvorsteher nach der Hessischen Gemeindeordnung gebildet.

### Bevölkerung

#### Einwohnerstruktur 2011
Nach den Erhebungen des Zensus 2011 lebten am Stichtag dem 9. Mai 2011 in Wohratal 2391 Einwohner. Darunter waren 63 (2,6 %) Ausländer, von denen 27 aus dem EU-Ausland, 18 aus anderen europäischen Ländern und 18 aus anderen Staaten kamen. (Im Jahr 2020 betrug die Ausländerquote nur noch 2,1 %.) Nach dem Lebensalter waren 422 Einwohner unter 18 Jahren, 953 zwischen 18 und 49, 546 zwischen 50 und 64 und 475 Einwohner waren älter. Die Einwohner lebten in 925 Haushalten. Davon waren 203 Singlehaushalte, 209 Paare ohne Kinder und 397 Paare mit Kindern, sowie 101 Alleinerziehende und 15 Wohngemeinschaften.  In 169 Haushalten lebten ausschließlich Senioren und in 582 Haushaltungen lebten keine Senioren.

#### Einwohnerentwicklung
| Wohratal: Einwohnerzahlen von 1973 bis 2020                       | Wohratal: Einwohnerzahlen von 1973 bis 2020 | Wohratal: Einwohnerzahlen von 1973 bis 2020 | Wohratal: Einwohnerzahlen von 1973 bis 2020 | Wohratal: Einwohnerzahlen von 1973 bis 2020 |
| ----------------------------------------------------------------- | ------------------------------------------- | ------------------------------------------- | ------------------------------------------- | ------------------------------------------- |
| Jahr                                                              |                                             |                                             |                                             | Einwohner                                   |
| 1973                                                              | 1973                                        |                                             | 2.165                                       | 2.165                                       |
| 1975                                                              | 1975                                        |                                             | 2.189                                       | 2.189                                       |
| 1980                                                              | 1980                                        |                                             | 2.172                                       | 2.172                                       |
| 1985                                                              | 1985                                        |                                             | 2.148                                       | 2.148                                       |
| 1990                                                              | 1990                                        |                                             | 2.420                                       | 2.420                                       |
| 1995                                                              | 1995                                        |                                             | 2.538                                       | 2.538                                       |
| 2000                                                              | 2000                                        |                                             | 2.652                                       | 2.652                                       |
| 2005                                                              | 2005                                        |                                             | 2.491                                       | 2.491                                       |
| 2010                                                              | 2010                                        |                                             | 2.447                                       | 2.447                                       |
| 2011                                                              | 2011                                        |                                             | 2.391                                       | 2.391                                       |
| 2015                                                              | 2015                                        |                                             | 2.295                                       | 2.295                                       |
| 2020                                                              | 2020                                        |                                             | 2.127                                       | 2.127                                       |
| Quellen: Hessisches Statistisches Informationssystem; Zensus 2011 |                                             |                                             |                                             |                                             |

#### Religionszugehörigkeit
| • 1987: | 1947 evangelische (= 90,7 %), 112 katholische (= 5,2 %), 87 sonstige (= 4,1 %) Einwohner   |
| • 2011: | 1864 evangelische (= 77,9 %), 222 katholische (= 9,3 %), 305 sonstige (= 12,8 %) Einwohner |

## Politik

### Gemeindevertretung
Die Kommunalwahl am 14. März 2021 lieferte folgendes Ergebnis, in Vergleich gesetzt zu früheren Kommunalwahlen:
| Sitzverteilung in der Gemeindevertretung 2021Insgesamt 15 Sitze - SPD: 6 - OLW: 5 - CDU: 4 | Parteien und Wählergemeinschaften | Parteien und Wählergemeinschaften                             | 2021  | 2021  | 2016  | 2016  | 2011  | 2011  | 2006  | 2006  | 2001  | 2001  |
| Sitzverteilung in der Gemeindevertretung 2021Insgesamt 15 Sitze - SPD: 6 - OLW: 5 - CDU: 4 | Parteien und Wählergemeinschaften | Parteien und Wählergemeinschaften                             | %     | Sitze | %     | Sitze | %     | Sitze | %     | Sitze | %     | Sitze |
| Sitzverteilung in der Gemeindevertretung 2021Insgesamt 15 Sitze - SPD: 6 - OLW: 5 - CDU: 4 | SPD                               | Sozialdemokratische Partei Deutschlands                       | 36,9  | 6     | 40,5  | 6     | 44,4  | 6     | 43,1  | 7     | 39,1  | 6     |
| Sitzverteilung in der Gemeindevertretung 2021Insgesamt 15 Sitze - SPD: 6 - OLW: 5 - CDU: 4 | OLW                               | Offene Liste Wohratal                                         | 35,3  | 5     | 27,7  | 4     | 25,6  | 4     | —     | —     | —     | —     |
| Sitzverteilung in der Gemeindevertretung 2021Insgesamt 15 Sitze - SPD: 6 - OLW: 5 - CDU: 4 | CDU                               | Christlich Demokratische Union Deutschlands                   | 27,8  | 4     | 31,8  | 5     | 25,2  | 4     | 34,0  | 5     | 31,5  | 5     |
| Sitzverteilung in der Gemeindevertretung 2021Insgesamt 15 Sitze - SPD: 6 - OLW: 5 - CDU: 4 | BfW                               | Bürger für Wohratal                                           | —     | —     | —     | —     | 4,8   | 1     | 6,9   | 1     | 9,7   | 1     |
| Sitzverteilung in der Gemeindevertretung 2021Insgesamt 15 Sitze - SPD: 6 - OLW: 5 - CDU: 4 | Grüne                             | Bündnis 90/Die Grünen                                         | —     | —     | —     | —     | —     | —     | 16,0  | 2     | —     | —     |
| Sitzverteilung in der Gemeindevertretung 2021Insgesamt 15 Sitze - SPD: 6 - OLW: 5 - CDU: 4 | UWW/GRÜNE                         | Unabhängige Wählergemeinschaft Wohratal/Bündnis 90/Die Grünen | —     | —     | —     | —     | —     | —     | —     | —     | 19,7  | 3     |
| Sitzverteilung in der Gemeindevertretung 2021Insgesamt 15 Sitze - SPD: 6 - OLW: 5 - CDU: 4 | Gesamt                            | Gesamt                                                        | 100,0 | 15    | 100,0 | 15    | 100,0 | 15    | 100,0 | 15    | 100,0 | 15    |
| Sitzverteilung in der Gemeindevertretung 2021Insgesamt 15 Sitze - SPD: 6 - OLW: 5 - CDU: 4 | Ungültige Stimmen in %            | Ungültige Stimmen in %                                        | 1,8   | —     | 3,5   | —     | 1,9   | —     | 3,4   | —     | 1,7   | —     |
| Sitzverteilung in der Gemeindevertretung 2021Insgesamt 15 Sitze - SPD: 6 - OLW: 5 - CDU: 4 | Wahlbeteiligung in %              | Wahlbeteiligung in %                                          | 59,1  | 59,1  | 55,9  | 55,9  | 57,8  | 57,8  | 59,2  | 59,2  | 68,0  | 68,0  |

### Bürgermeister
Nach der hessischen Kommunalverfassung wird der Bürgermeister für eine sechsjährige Amtszeit gewählt, seit dem Jahr 1993 in einer Direktwahl, und ist Vorsitzender des Gemeindevorstands, dem in der Gemeinde Wohratal neben dem Bürgermeister ehrenamtlich ein Erster Beigeordneter und fünf weitere Beigeordnete angehören. Bürgermeister ist seit dem 1. April 2019 der parteiunabhängige Heiko Dawedeit. Er wurde als Nachfolger von Peter Hartmann, der nach drei Amtszeiten nicht wieder kandidiert hatte, am 28. Oktober 2018 im ersten Wahlgang bei 76,67 Prozent Wahlbeteiligung mit 54,28 Prozent der Stimmen gewählt. Es folgte eine Wiederwahl ohne Gegenkandidaten im Oktober 2024.
Amtszeiten der Bürgermeister
- 2019–2031 Heiko Dawedeit[18]
- 2001–2019 Peter Hartmann[19]
- 1970–2001 Klaus Hamatschek (1939–2021)[22]

### Wappen
Am 25. Juni 1980 genehmigte der Hessische Minister des Innern das Wappen mit folgender Beschreibung:
| Wappen von Wohratal | Blasonierung: „Unter rotem, von silbernem Wellenbalken abgeteilten Schildhaupt, darin drei silberne Sterne, unten in Blau ein silbernes Hugenottenkreuz mit Dornenkrone.“ |
| Wappen von Wohratal | Wappenbegründung: Neben dem Wellenbalken für den namensgebenden Fluss Wohra, stehen die Sterne und das Ordenskreuz für die vier Ortsteile der Gemeinde. Die Sterne erinnern an die frühere Grafschaft Ziegenhain, zu der das Gebiet gehörte, der Orden in der Form eines Malteserkreuzes mit der stilisierten Dornenkrone steht für das Hugenottendorf Hertingshausen. |

### Flagge
Am 1. August 1997 genehmigte der Hessische Minister des Innern die Flagge mit folgender Beschreibung:

„Die Flagge der Gemeinde Wohratal zeigt auf der zweistreifigen, nach dem oberen Drittel von Weiß und Rot gevierten Flaggenbahn das Wappen der Gemeinde.“

Eine amtliche Hissflagge führt die Gemeinde nicht. Lokal wird jedoch, angelehnt an die Bannerflagge, eine rot-weiß gevierte Flaggenbahn, belegt mit dem Stadtwappen verwendet.

## Verkehr
Die Wohratalbahn führte durch das Gemeindegebiet, in dem es neben dem Bahnhof Halsdorf einen Bahnhof in Wohra gab. Am 28. Mai 1972 wurde der Personenverkehr eingestellt und nach Aufgabe des Güterverkehrs die Strecke am 31. Dezember 1981 stillgelegt.

## Naturschutzgebiet Wacholderweide
Das „Naturschutzgebiet Wacholderweide Langendorf“ zählt zu den Naturdenkmälern des Landkreises Marburg-Biedenkopf. Für das Projekt kooperieren die Landkreisbehörden, die Hessische Gesellschaft für Ornithologie und Naturschutz (HGON) sowie „Hessenforst“. Durch Kauf und Tausch wurden fünf bestehende Naturdenkmal-Flächen durch Zukauf erweitert und zu einem großflächigen Gebiet zusammengefasst. Im Dezember 2008 wurde die gesamte Fläche mit einem festen Zaun für die Ganzjahresbeweidung versehen. Im Frühling 2009 wurde ein Viehunterstand im „Langen Tal“ errichtet. Der Flächenerwerb und die Bauten wurden aus der naturschutzrechtlichen Ausgleichsabgabe refinanziert.
Das 15 Hektar große Areal wird von einer eigens dafür gegründeten Gesellschaft bürgerlichen Rechts (GbR) „Langendorfer Wacholderweide (Weideverein)“ gemanagt. Diese GbR ist ein als landwirtschaftlicher Betrieb staatlich anerkannter Weideverein. Die gegenwärtig (Juni 2009) zehn Mitglieder sind Tierzüchter und -halter aus Langendorf und Wohra. Die einbezogenen Tierarten reichen von Galloway-Rindern, über Fjordpferde, bis zu Burenziegen und Rhönschafen.

## Persönlichkeiten
- Wilhelm Hartmann von Klauer zu Wohra (um 1530–1570), Benediktiner, Fürstabt von Fulda 1568–1570